# Locmaria-Grand-Champ
Locmaria-Grand-Champ är en kommun i departementet Morbihan i regionen Bretagne i nordvästra Frankrike. Kommunen ligger i kantonen Grand-Champ som tillhör arrondissementet Vannes. År 2022 hade Locmaria-Grand-Champ 1 825 invånare.

## Befolkningsutveckling
Antalet invånare i kommunen Locmaria-Grand-Champ
| Referens: INSEE |